# Дипломатически мисии на Мавритания
Това е списък на дипломатическите мисии на Мавритания, не са включени почетните консулства.

## Европа
- Белгия
  - Брюксел (посолство)
- Великобритания
  - Лондон (посолство)
- Германия
  - Берлин (посолство)
- Испания
  - Мадрид (посолство)
- Италия
  - Рим (посолство)
- Русия
  - Москва (посолство)
- Франция
  - Париж (посолство)
- Швейцария
  - Берн (посолство)

## Северна Америка
- Канада
  - Отава (посолство)
  - Монреал (генерално консулство)
- САЩ
  - Вашингтон (посолство)

## Близък изток
- Израел
  - Тел Авив (посолство)
- Йемен
  - Сана (посолство)
- Йордания
  - Аман (посолство)
- Катар
  - Доха (посолство)
- Кувейт
  - Кувейт (посолство)
- Обединени арабски емирства
  - Абу Даби (посолство)
- Саудитска Арабия
  - Рияд (посолство)
- Сирия
  - Дамаск (посолство)

## Африка
- Алжир
  - Алжир (посолство)
- Египет
  - Кайро (посолство)
- Кот д'Ивоар
  - Абиджан (посолство)
- Либия
  - Триполи (посолство)
- Мали
  - Бамако (посолство)
- Мароко
  - Рабат (посолство)
- Сенегал
  - Дакар (посолство)
- Тунис
  - Тунис (посолство)
- ЮАР
  - Претория (посолство)

## Азия
- Китай
  - Пекин (посолство)
- Япония
  - Токио (посолство)

## Междудържавни организации
- - Брюксел - ЕС
  - Женева - ООН
  - Кайро - Арабска лига
  - Ню Йорк - ООН
  - Париж - ЮНЕСКО